# Larentia linearis
Larentia linearis là một loài thực vật có hoa trong họ Diên vĩ. Loài này được (Kunth) Klatt miêu tả khoa học đầu tiên năm 1882.